# Schattenberg (Gemeinde Tragöß-Sankt Katharein)
Schattenberg ist eine Katastralgemeinde der Gemeinde Tragöß-Sankt Katharein im Bezirk Bruck-Mürzzuschlag in Steiermark.
Die Katastralgemeinde liegt westlich des Lamingtales und erstreckt sich bis zum Hiaslegg. Im Norden deckt die Katastralgemeinde das Hochschwabgebiet bis nach Wildalpen ab. Die Ortschaft Pichl-Großdorf liegt im Talboden teilweise auf dem Gebiet der Katastralgemeinde Schattenberg und der gegenüber liegenden die Katastralgemeinde Sonnberg.

## Siedlungsentwicklung
Zum Jahreswechsel 1979/1980 befanden sich in der Katastralgemeinde Schattenberg insgesamt 302 Bauflächen mit 61.438 m² und 98 Gärten auf 63.110 m², 1989/1990 gab es 313 Bauflächen. 1999/2000 war die Zahl der Bauflächen auf 426 angewachsen und 2009/2010 bestanden 256 Gebäude auf 506 Bauflächen.

## Bodennutzung
Die Katastralgemeinde ist forstwirtschaftlich geprägt. 390 Hektar wurden zum Jahreswechsel 1979/1980 landwirtschaftlich genutzt und 3.214 Hektar waren forstwirtschaftlich geführte Waldflächen. 1999/2000 wurde auf 346 Hektar Landwirtschaft betrieben und 3.625 Hektar waren als forstwirtschaftlich genutzte Flächen ausgewiesen. Ende 2018 waren 291 Hektar als landwirtschaftliche Flächen genutzt und Forstwirtschaft wurde auf 4.447 Hektar betrieben. Die durchschnittliche Bodenklimazahl von Schattenberg beträgt 22,1 (Stand 2010).